# Bertil Thunell
Henry Bertil Thunell, född 9 februari 1914 i Stockholm, död 6 september 2000 i Stocksund, Danderyds församling, var en svensk träteknisk forskare.
Bertil Thunell var son till polismannen Henry Helge Thunell och Gerda Kristina Williamsson. Han avlade studentexamen i Stockholm, utexaminerades från Tekniska högskolans avdelning för maskinbyggnadskonst och mekanisk teknologi 1937 och blev teknologie doktor 1943. 1937–1938 bedrev han specialstudier vid Skogshögskolan. Han var ingenjör vid Mynt- och justeringsverket 1937, tillförordnad sakkunnig vid Luftskyddsinspektionen 1937–1938, assistent vid Tekniska högskolan 1938–1939 och tillförordnad professor i läran om maskinelement där 1939–1943. Thunell blev 1938 föreståndare för Statens provningsanstalts trälaboratorium, Stockholm och vid upprättandet av Svenska träforskningsinstitutet, Stockholm, 1944 blev han föreståndare för dess trätekniska avdelning. Dessutom var han från 1948 docent och speciallärare i träets mekaniska teknologi vid Tekniska högskolan samt docent i virkeslära vid Skogshögskolan. Thunell publicerade avhandlingar och smärre skrifter i träteknik, varvid han bland annat behandlade hållfastheten hos svenskt furuvirke (hans doktorsavhandling) och hos konstruktionsvirke. Senare kom hans arbeten att handla om bearbetningstekniska problem och virkesekonomin inom sågverksindustrin.